# Garajowe Kopy

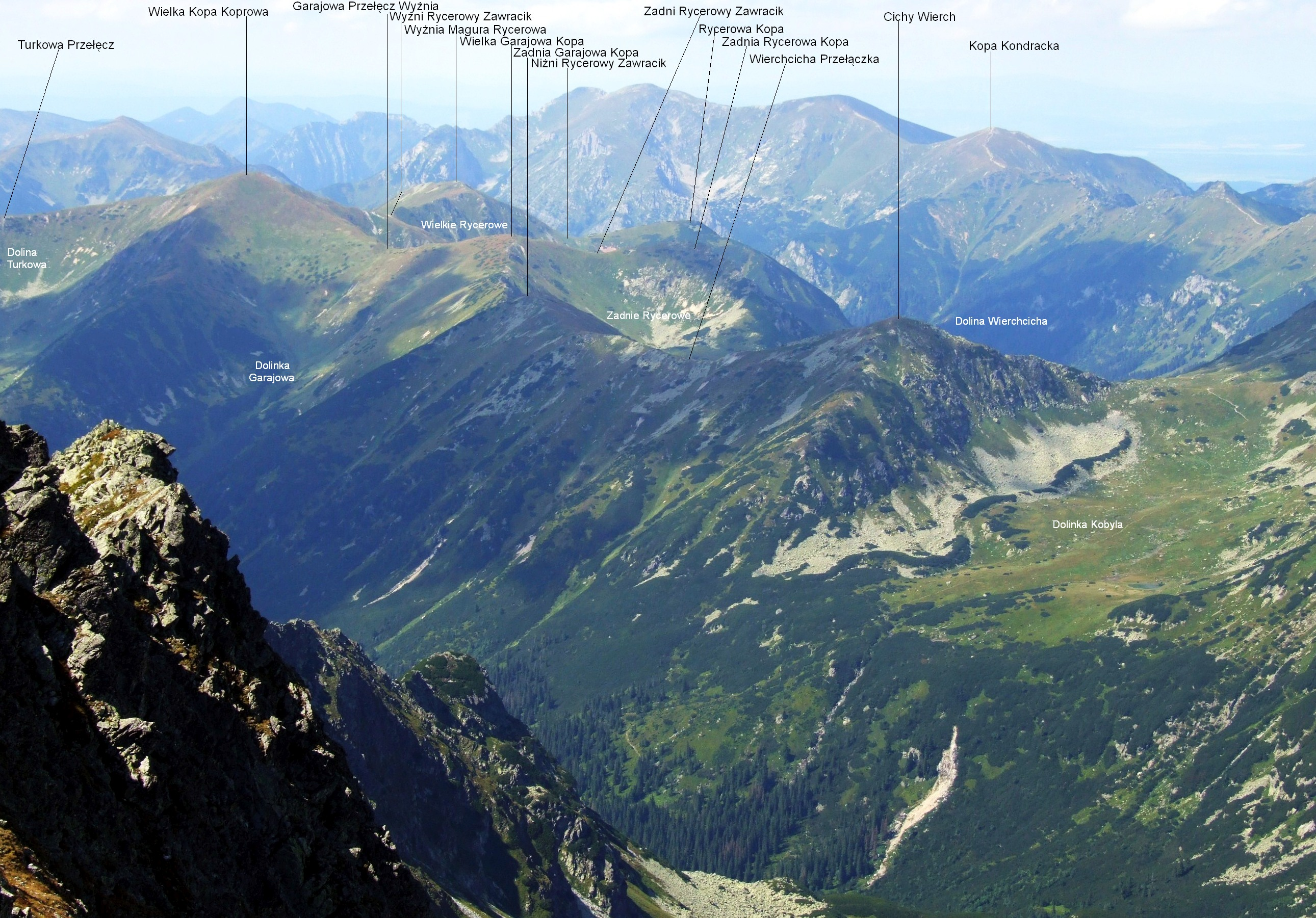
Widok z Koprowego Wierchu

Garajowe Kopy (słow. Garajove kopy) – grupa szczytów w północnej części Liptowskich Kop w słowackich Tatrach. Przez polskich geografów zaliczane są do Tatr Wysokich, przez większość słowackich do Tatr Zachodnich. Garajowe Kopy znajdują się w głównej grani Liptowskich Kop pomiędzy Wierchcichą Przełączką (ok. 1900 m) a Garajową Przełęczą Wyżnią (1916 m) i w kolejności od północy na południe należą do nich:
- Zadnia Garajowa Kopa (Zadná Garajova kopa), 1947 m,
- Garajowa Przełęcz Niżnia (Nižné Garajovo sedlo), ok. 1900 m,
- Mała Garajowa Kopa (Malá Garajova kopa), 1929 m,
- Garajowa Przełęcz Pośrednia (Prostredné Garajovo sedlo), ok. 1920,
- Wielka Garajowa Kopa (Veľká Garajova kopa), 1973 m – zwornik dla bocznej grani Zadniej Rycerowej Kopy[1].

Południowo-zachodnie stoki Garajowych Kop opadają do dna Doliny Hlińskiej i wcina się w nie Dolinka Garajowa. Stoki północne i północno-zachodnie opadają do dna  Doliny Wierchcichej. Wielka Garajowa Kopa jest zwornikiem; na północ odbiega od niej krótki, boczny grzbiet Rycerowych Kop oddzielający Wielkie Rycerowe od Zadniego Rycerowego.
Od 1948 r. Garajowe Kopy wraz z niemal całym obszarem Kop Liptowskich są rezerwatem ścisłym z zakazem wstępu, w 1949 r. włączone zostały do Tatrzańskiego Parku Narodowego.